# 베라 드레이크
《베라 드레이크》(영어: Vera Drake)는 2004년 제작된 영국의 드라마 영화이다. 마이크 리가 감독과 각본을 맡았다. 2004 베네치아 영화제 황금사자상 수상작이다.

## 줄거리
베라 드레이크는 남편과 자녀들, 연로하신 어머니, 병든 이웃을 돌보는 등 가족에게 헌신적인 사람이다. 수줍음 많은 딸 에델은 전구 공장에서 일하고, 아들 시드는 신사복을 재단하는 일을 한다. 남편 스탠리는 자동차 정비공이다. 베라와 가족들은 가난하지만 굳건한 가족애로 뭉쳐 산다. 가정부로 일하는 동안 베라는 만나는 모든 이에게 자잘한 친절을 베푼다.
그는 남을 돕고 싶어 하는 친절한 사람이다. 가족들 모르게 그는 젊은 여성들에게 은밀히 낙태 시술을 해주는 일도 한다. 곤경에 처한 여성을 돕는 자선 행위라고 생각하기에 이 일로 돈을 받지는 않는다. 하지만 그의 파트너 릴리는 전후 부족한 식료품을 암시장에서 거래하는 한편, 베라 모르게 낙태 주선 비용으로 2기니(2파운드 2실링: 2020년 기준 £70에 해당)를 받고 있다.
영화에는 베라가 일하는 고용주 중 한 명의 딸인 수잔이라는 상류층 젊은 여성에 관한 부차적인 이야기도 담겨 있다. 수잔은 구혼자에게 강간을 당해 임신하게 되고, 낙태를 할 수 있게 해줄 의사를 소개해달라고 친구에게 부탁한다. 의사는 그를 정신과 의사에게 의뢰하고, 정신과 의사는 특정한 방식으로 질문에 답하도록 유도한다. 이를 통해 치료 목적의 정신과적 근거, 즉 가족력으로 정신질환이 있으며 임신중절을 허용하지 않으면 자살할 수 있다는 이유로 합법적으로 낙태를 추천할 수 있게 된다. 시술 비용은 100기니이다.
베라는 팸멜라라는 젊은 여성에게 낙태 시술을 하는데, 팸멜라의 어머니가 베라를 알아본다. 팸멜라가 거의 죽을 뻔하자 그의 어머니는 압박을 받아 경찰에 신고하게 되고, 베라는 체포되어 심문을 받기 위해 구금된다. 그는 하룻밤을 유치장에서 보내고 다음 날 아침 치안판사 앞에 선다. 시드는 어머니의 비밀스러운 행적에 충격을 받아 용서할 수 없을 것 같다고 아버지에게 말한다. 하지만 나중에 베라와 대화를 나누면서 어머니가 감옥에서 겪을 일들을 걱정하다가 결국 사랑한다고 말한다.
베라는 보석으로 풀려나 올드 베일리 법원에 출두하게 된다. 베라의 고용주들 중 누구도 그의 품성을 보증해주려 하지 않는다. 변호사는 최소 형량인 18개월 징역형을 받을 것으로 예상하지만, 판사는 "다른 이들에 대한 본보기로" 2년 6개월의 징역형을 선고한다. 이는 이전까지 베라의 친절에 의지해 살아온 모든 이에게 영향을 미친다.
감옥에서 베라는 불법 낙태 시술로 유죄 판결을 받은 다른 이들을 만난다. 그들은 서로의 형량에 대해 이야기하면서, 불법 낙태로 수감된 것이 이번이 처음이 아니며 베라도 아마 형기의 절반만 살고 나올 것이라고 설명한다. 베라는 눈물을 흘리며 자신의 감방으로 돌아간다.

## 출연

### 주연
- 이멜다 스턴톤
- 리처드 그레이엄

### 조연
- 에디 마산
- 안나 키베니
- 알렉스 켈리

## 기타
- Line PD: 조지나 로우
- 미술: 이브 스튜어트
- 의상: 재클린 듀런
- 배역: 니나 골드